# Kai Schmidt-Eisenlohr
Kai Schmidt-Eisenlohr (* 4. Oktober 1978 in Heidelberg) ist ein deutscher Politiker (Bündnis 90/Die Grünen) und Manager. Von 2011 bis 2016 war er Mitglied des Landtags von Baden-Württemberg. Schmidt-Eisenlohr war 2014 der erste Landtagsabgeordnete in Deutschland, der in Elternzeit ging.

## Ausbildung
Schmidt-Eisenlohr machte 1998 das Abitur am Gymnasium Wiesloch, studierte Betriebswirtschaftslehre an der BA Mannheim sein drittes Semester im Ausland in Cambridge und machte das Aufbaustudium zum Master of Science im Bereich Wirtschaftsingenieurwesen 2005 an der Hochschule Mannheim sowie eine berufsbegleitende Promotion an der TU Darmstadt am Lehrstuhl für Wirtschaftsinformatik. Eine längere Reise durch Mittelamerika und Fahrten nach Palästina und Südamerika lösten bei ihm das Engagement für Projekte in Entwicklungsländern aus.

## Politische Laufbahn
Schmidt-Eisenlohr war während der Schulzeit Gründungsmitglied der „Grün Alternativen Jugend“ in Wiesloch und Gründer des „Arbeitskreises Schule“ der Grünen Jugend Baden-Württemberg und danach einer der ersten Jugendgemeinderäte in Wiesloch. 1999 wurde er erstmals Wieslocher Gemeinderat. Ferner war er Schöffe am Jugendgericht in Heidelberg. Von 2011 bis 2016 war er im Landtag von Baden-Württemberg Arbeitskreissprecher für Wissenschaft, Forschung und Kunst. Er war der erste grüne Landtagsabgeordnete für den Landtagswahlkreis Wiesloch. Bei der Landtagswahl 2016 verfehlte er den Wiedereinzug in den Landtag. Im Oktober 2015 kandidierte Kai Schmit-Eisenlohr für den Posten des Wieslocher Oberbürgermeisters. Er unterlag Dirk Elkemann bei dieser Wahl.

## Berufliche Laufbahn
Schmidt-Eisenlohr startete seinen beruflichen Werdegang als IT-Berater und Projektmanager bei Westernacher, Freudenberg IT und bei BridgingIT. Nach seinem Ausscheiden als Mitglied des Landtags von Baden-Württemberg, war er von 2016 bis 2019 Geschäftsführer der Landesagentur Baden-Württemberg International mit Sitz in Stuttgart. Von 2019 bis 2022 war er Geschäftsführer bei Schweickert Netzwerktechnik in Walldorf.

## Mitgliedschaften
- Bürgerstiftung Wiesloch[11]
- Aufsichtsrat der DHBW Baden-Württemberg[12]
- Vollversammlung – IHK Rhein-Neckar[13]
- Landesschülerbeirat Baden‑Württemberg – 1996–98[14]

## Privates
Kai Schmidt-Eisenlohr lebt in Wiesloch, ist verheiratet und hat vier Kinder.